# Sapin de Noël de la Grand-Place de Bruxelles

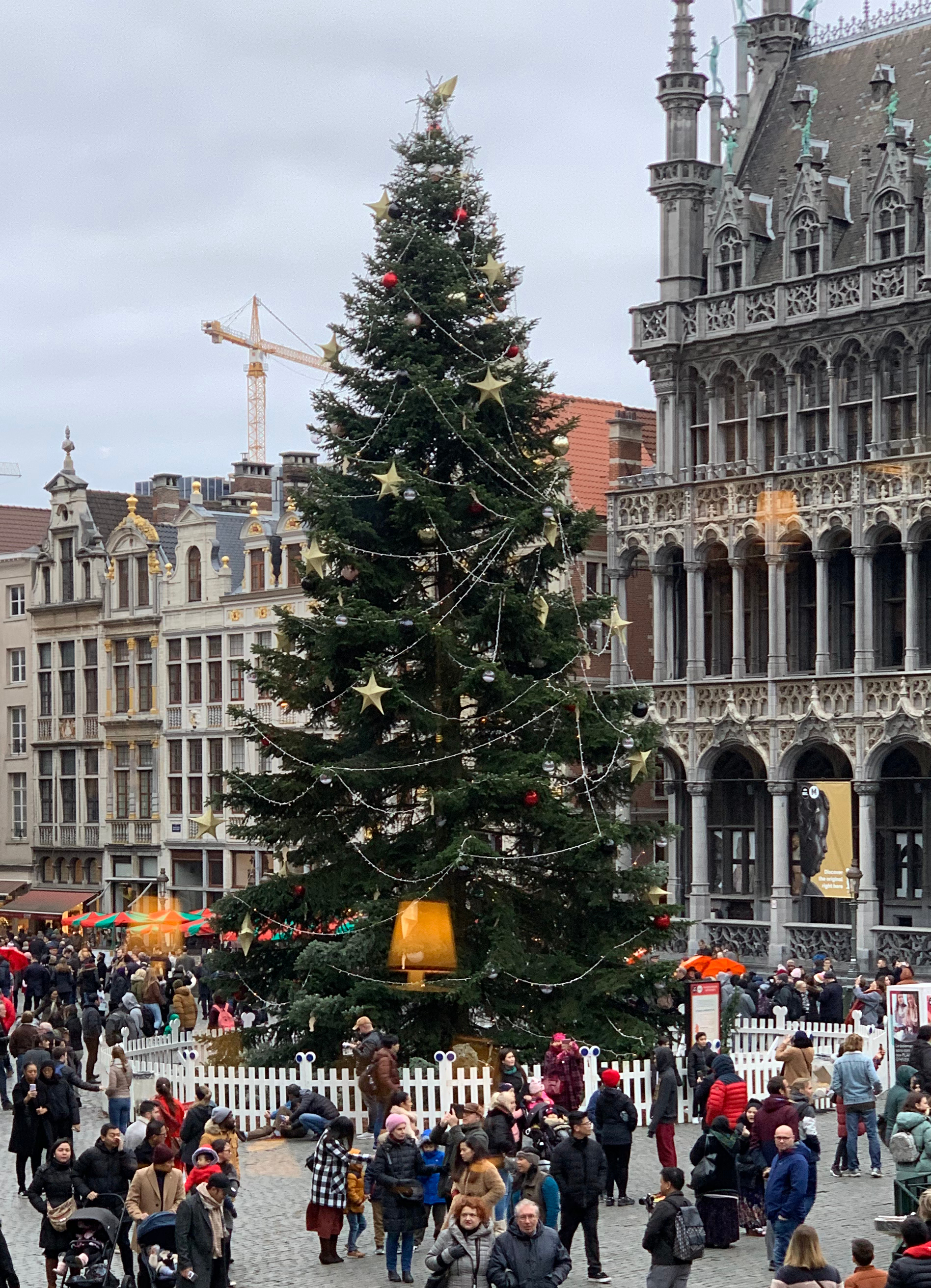
Le sapin de Noël de la Grand-Place de Bruxelles en 2019.

Chaque année, la Grand-Place de Bruxelles arbore en son centre un sapin de Noël, souvent de taille imposante. Ces sapins sont le plus souvent et en fonction des périodes soit issus des forêts de Wallonie, soit offert par la ville d'Helsinki. Les autres années, les sapins proviennent de divers pays et constituent des cadeaux diplomatiques.

## Historique
Depuis 1952 ou 1954 , chaque hiver un sapin de Noël est placé sur la Grand-Place de Bruxelles.
Les inaugurations prennent parfois la forme d'événements, comme en 1968 où l'inauguration est l'occasion d'un défilé de majorettes et de distribution de cadeaux aux enfants.
Le sapin provient régulièrement du même endroit de façon récurrente. Ainsi, dans les années 1990, un journaliste du Soir affirme qu'il est offert par la ville d'Helsinki dans les années paires. Dans les années 2000, c'est de Wallonie que le sapin provient les années paires. Dans les deux cas, les années impaires ont été conservées pour d'autres origines, permettant ainsi à des pays d'offrir un sapin comme cadeau diplomatique.
En 2005, une fosse est installée pour aider au maintien du sapin.

## Processus de sélection
Le sapin fait l'objet d'une sélection. En 2000, c'est l'échevin du commerce Marceline Van Baerlem qui choisit le sapin.
En 2012 est constituée Brussels Major Events, une association sans but lucratif ayant pour but de gérer la gestion événementielle pour le compte de la ville de Bruxelles ou de la région de Bruxelles-Capitale. Elle reçoit la gestion des Plaisirs d'hiver, événement auquel est rattaché le sapin. Geoffrey Campé sélectionne les sapins pour le compte de cette organisation. Il déclare lors d'une interview en 2016 qu'il est important de choisir le sapin sur place, de veiller à l'absence de trou dans la ramure et à la droiture de l'arbre.

## Liste des sapins

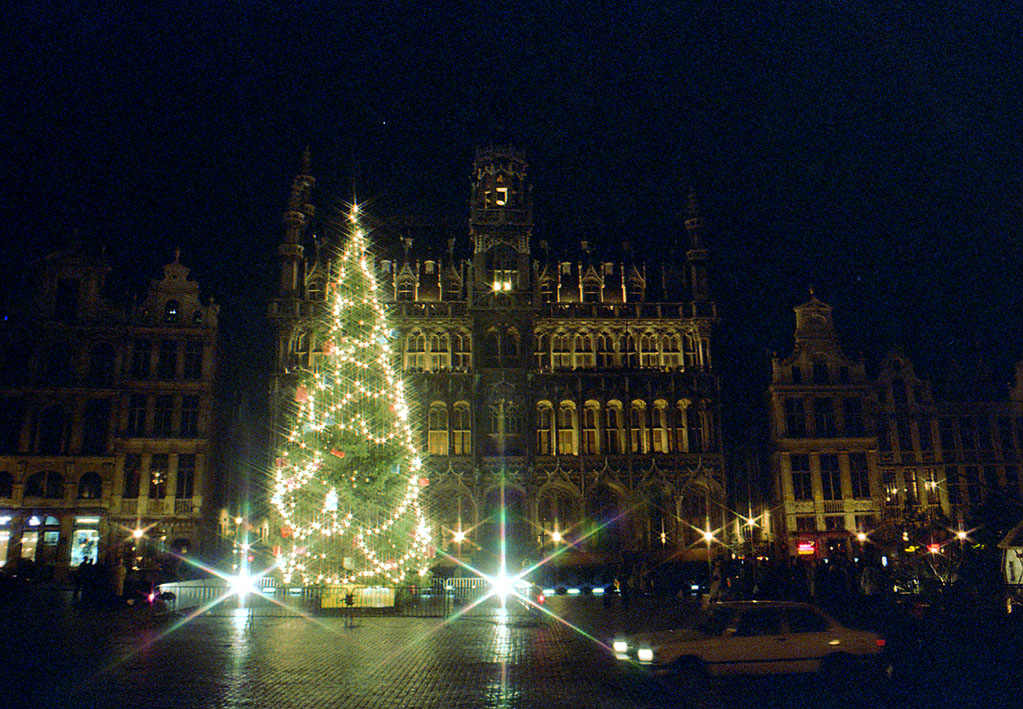
Le sapin de la Grand-Place, Noël 1979.

### Années 1980
- 1987 : c'est le sapin le plus grand - 33 mètres - provenant du Grand Bois dans la forêt de Vielsalm. Il fut offert par la Fédération Nationale des Scieries conjointement avec la Fédération Belge des Exploitants Forestiers et nécessita la pose d'une toute nouvelle douille par les Ets Blaton puisque son diamètre était bien plus imposant que ses prédécesseurs. La Filière Bois dans son ensemble a d'ailleurs réussi à créer des animations tout au long du mois de décembre: distribution de 10000 petits plants d'épicéa et de ballons aux enfants, installation d'une crèche vivante, concours de tronçonnage, organisation d'une exposition permanente dans la Salle Ogivale de l'Hôtel de Ville, chaque maillon de la Filière du Bois ayant à cœur de mettre en avant les caractéristiques et les spécificités propres à son secteur. (Source: François Ruchenne, Secrétaire Général de la F.N.Scieries)

### Années 1990
- 1990 : sapin en provenance de Kärten en Autriche[7] ;
- 1991 : sapin décoré en forme de portée musicale par l'installation d'un « fil de lumière souple constitué de minuscules ampoules », accompagné chaque soir d'un spectacle son et lumière rehaussés de 1 200 projecteurs[8]
- 1992 : sapin offert par la ville d'Helsinki[9]
- 1993 : sapin d'une hauteur inférieure à 20 mètres, originaire d'Oderen en Alsace, offert par cette région dans un but de promotion touristique ; en pleine campagne électorale, Édouard Balladur assiste à l'inauguration, raison pour laquelle le président français François Mitterrand décide in extremis de ne pas assister à celle-ci mais de le visiter plus tard dans la soirée à la sortie du conseil européen[1],[10] ;
- 1994 : sapin offert par la ville d'Helsinki, illuminé par Electrabel et inauguré en présence de Kari Rahkamo, Lord-Maire d'Helsinki[11] ;
- 1995 : sapin suisse offert par l'office du tourisme et l'Oberland bernois[12] ;
- 1996 : sapin d'une hauteur de 16 mètres, provenant d'un village près d'Helsinki[2] ;

### Années 2000
- 2000 : sapin d'une hauteur de 22 mètres, originaire de Burg-Reuland, âgé de 40 ans ; le premier arbre abattu n'a pas été retenu, plusieurs branches étant tombées lors de cette opération[6] ;
- 2003 : sapin d'une hauteur de 22 mètres, originaire de Marbehan, entre les Ardennes et la Gaume, âgé de 60 ans, illuminé à l'aide de milliers d'ampoules par Patrick Rimoux[13] ;
- 2008 : sapin d'Allemagne, dépassant les 20 mètres de hauteur, d'environ 7 mètres de large[14], illuminé dans des tons bleutés et entourés de quelques dizaines de barres verticales de hauteur variable[15] ;
- 2009 : sapin illuminé par des lampes de couleur bleue[16].

### Années 2010
- 2010 : sapin provenant d'Allemagne, de 18 mètres de hauteur et 5 à 6 tonnes[17] ;
- 2011 : sapin provenant d'une forêt certifiée PEFC des Hautes Fagnes, de 19 mètres de hauteur et 3 tonnes[18], retiré plus tôt que prévu début janvier à la suite d'intempéries[19] ;
- 2012 : Abies Electronicus[20], de 1024 Architecture[20], installation d'art contemporain électronique[20], symbolisant à la fois la tradition et la modernité, controversée, notamment via une polémique voyant dans ce choix des motifs de neutralité religieuse[21],[22], de 25 mètres de hauteur[23], démontée le 28 décembre pour éviter toute mise en danger lors du nouvel an[22] ;
- 2013 : épicéa provenant de la réserve naturelle domaniale des Hautes Fagnes en Wallonie, dans la forêt de Hertogenwald, forêt certifiée PEFC[24], d'une hauteur de 17 mètres[25] ;
- 2014 : sapin provenant de Babīte[26] offert par la Lettonie, de 18,3[27],[28] ou 22 mètres de hauteur[29],[30], décrit comme le plus haut sapin jamais y dressé[29], pour célébrer la fin de cette année 2014 où Riga a été Capitale européenne de la culture[29] ;
- 2015 : sapin de 21 mètres de hauteur, 2,3 mètres de circonférence, en provenance d'une forêt du Plateau des Tailles, au niveau de la Baraque de Fraiture, label PEFC[31] ;
- 2016 : sapin de 22 mètres de hauteur, en provenance de Horné Orešany, offert par la Slovaquie pour célébrer la fin de leur présidence du Conseil de l'Union européenne ; l'arbre, sélectionné à la suite d'un appel du ministère de l'agriculture slovaque, appartenait au jardin d'un particulier[4].
- 2017 : sapin de 22 mètres de hauteur, âgé de 45 ans, en provenance de la forêt Osthertogenwald, fourni par le Canton d'Eupen pour la première fois[32].
- 2018 : épicea de 22 mètres de hauteur, en provenance de la forêt d'Hertogenwald, décoré aux couleurs de la Finlande[33].

## Années 2020
- 2021 : épicéa de 18 mètres de hauteur, en provenance de la commune de Dilbeek en Région Flamande, offert par un particulier[34].

## Urbanisme
En 2005, la ville de Bruxelles installe une fosse pour aider à maintenir les sapins de noël. En 2012, l'installation d'art contemporain Abies Electronicus n'a de même pas fait l'objet d'un permis d'urbanisme. A cette occasion, un procès-verbal est dressé par un fonctionnaire de la Région de Bruxelles-Capitale relevant ces deux infractions et invitant à la régularisation du dossier.